# 侯茂丰
侯茂丰（1962年3月—），男，汉族，湖南湘潭人，中华人民共和国政治人物，现任中国致公党中央委员会常务委员，海南省政协副主席，第十三届全国政协委员。